# Ipomoea deccana
Ipomoea deccana är en vindeväxtart som beskrevs av D.F. Austin. Ipomoea deccana ingår i släktet praktvindor, och familjen vindeväxter. Utöver nominatformen finns också underarten I. d. lobata.